# Masamitsu Kobayashi
Masamitsu Kobayashi (小林 成光 Kobayashi Masamitsu?, nacido el 13 de abril de 1978 en Tochigi) es un exfutbolista japonés. Jugaba de centrocampista y su último club fue el Tochigi SC de Japón.

## Trayectoria

### Clubes
| Club       | País  | Año         |
| ---------- | ----- | ----------- |
| FC Tokyo   | Japón | 1997 - 2005 |
| Sagan Tosu | Japón | 2006        |
| Tochigi SC | Japón | 2007 - 2008 |

## Palmarés

### Títulos nacionales
| Título         | Club     | País  | Año  |
| -------------- | -------- | ----- | ---- |
| Copa J. League | FC Tokyo | Japón | 2004 |